# الحد الأدنى للأجور في الكويت
تم نقاش الحد الأدنى للأجور في البرلمان الكويتي، وقد رفض النائبان عسكر العنزي وسعدون العتيبي الزيادات الماضية في الأجور بأنها «صغيرة جدا» وغير كافية لتلبية الارتفاع الحاد في أسعار السلع الإستهلاكية. في 21 فبراير 2008، وافق البرلمان على زيادة 120 دينار (440 $) للأجر الشهري للمواطنين في القطاعين العام والخاص بعد أن بلغت نسبة التضخم 7.3٪ في الكويت وهو أعلى مستوى في 15 عام. كما قررت رفع أجور الأجانب بنسبة 50 دينار (183 $) للعاملين في الحكومة. ردا على القرار، قال العنزي «نحن نرفض هذه الزيادة لأنها أقل بكثير من التوقعات. ونحث الحكومة على إعادة النظر في القرار».
- متوسط الراتب الشهري للموظف الكويتي هو أكثر من 1000 دينار (3650 $)، ولكن أقل للمغتربين.